# Castellucchio
Castellucchio es una localidad y comune italiana de la provincia de Mantua, región de Lombardía, con 4.879 habitantes.

## Evolución demográfica
| Gráfica de evolución demográfica de Castellucchio entre 1861 y 2001 |
|                                                                     |
| Fuente ISTAT - elaboración gráfica de Wikipedia                     |